# Leucanopsis quadrata
Leucanopsis quadrata är en fjärilsart som beskrevs av Rothschild 1910. Leucanopsis quadrata ingår i släktet Leucanopsis och familjen björnspinnare. Inga underarter finns listade i Catalogue of Life.